# Arbitragem online
A arbitragem online ou arbitragem digital é um procedimento arbitral conduzido, total ou parcialmente, através de meios eletrônicos relacionados aos avanços da Internet. Pode ser usado para solucionar conflitos surgidos a partir de relações originadas pela Internet ou pelas tradicionais formas presenciais de contratação. Ou seja, não é a origem da disputa que determina se um procedimento arbitral é online, mas sim a maneira com que é conduzido. Esse procedimento permite que um terceiro, neutro, forneça uma decisão para a controvérsia, usando tecnologias online para assistir o seu desenvolvimento.
Atualmente, várias instituições estrangeiras tradicionais de arbitragem já possibilitaram o uso da arbitragem online, como a World Intellectual Property Organization (WIPO) e a American Arbitration Association (AAA). Além delas, outras, menos conhecidas, estão explorando o potencial da Internet como meio de resolução de conflitos, como a internet-ARBitration, a Online Arbitration, e a Virtual Courthouse.
No Brasil existe a Câmara Arbitrare e Arbitranet, que oferecem árbitros especialistas com experiência prática e pós-graduação em diversas áreas para resolverem disputas online.

## Características
A arbitragem online possui as mesmas características que a arbitragem presencial que, a partir da síntese de Luiz Antonio Scavone  são:
- Especialização
- Rapidez
- Irrecorribilidade
- Informalidade
- Confidencialidade

Também acumula as vantagens do MESC (Meio eletrônico de solução de conflitos):
- Redução de custos[5][6]
- Conveniência
- Facilidade de acesso a árbitros qualificados e especialistas
- Intervenção precoce